# Institut américain universitaire
 (octobre 2015).
L'Institut américain universitaire (en anglais IAU College), est une institution américaine d'enseignement supérieur située dans le Sud de la France offrant des opportunités d'études à l'étranger et des programmes d'enseignement dans divers domaines. Son campus principal est situé à Aix-en-Provence, France et propose des programmes satellites en Espagne, au Maroc et au Royaume-Uni.

## Histoire

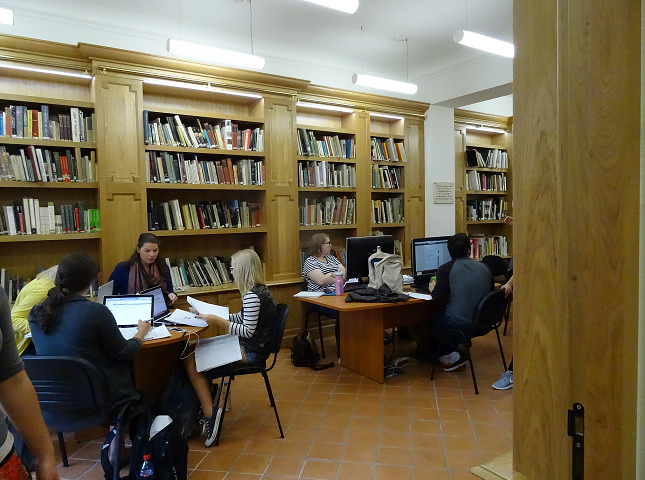
Étudiants travaillant dans la bibliothèque du campus principal de l'IAU à Aix-en-Provence, en France.

L'IAU est fondé en 1957 par des universitaires et d'anciens diplomates tels que le Dr Herbert Maza, qui a aussi été son premier président, le Dr Evron Kirkpatrick, l'ambassadrice Jeane Kirkpatrick, et d'autres qui ont voulu créer un lieu pour des Américains intéressés à l'étude des relations diplomatiques en lien avec des intérêts et des carrières dans les affaires étrangères. L'Institut a été fondé sous l'autorité de l'université d'Aix-Marseille et a offert un programme d'échange étudiant avec transfert de crédits à tous ceux qui voulaient vivre et étudier en France pendant une année.
À sa création, l'Institut a été la première institution à offrir des programmes d'études à l'étranger aux étudiants de disciplines autres que l'étude des langues.
En 1966 l'institut avait un effectif d'environ 150 étudiants et en 1976 elle inclut la Marchutz School of Fine Arts (fondée par Leo Marchutz) dans le programme. En 2015 l'institut a échangé avec plus de 700 écoles et universités, a vu défiler plus de 20 000 étudiants et a un effectif annuel de 700 étudiants.
L'institut invite en tant que conférenciers des chercheurs, diplomates, journalistes, écrivains, hommes d'affaires venus de divers pays. Il est souvent considéré comme le plus ancien et plus étendu programme d'études à l'étranger en Europe,. L'IAU est reconnu par l'université d'état de New York, le rectorat de l'université Aix-Marseille[pas clair] et le ministère français de l'éducation[réf. nécessaire].

## Programmes
.
Le campus parisien est situé à l'université Paris-Sorbonne[pas clair] et permet l'étude de la langue française. Un programme d'été à Barcelone, en Espagne est destiné aux étudiants intéressés par l'étude de l'espagnol. L'IAU a également un programme à Valence, en Espagne.
L'IAU permet à ses étudiants des études à l'étranger à l'année grâce à plus de 250 universités partenaires à travers les États-Unis, dont certaines institutions notables : Harvard, Cornell, Tufts, Rice, Boston College etc.

## Personnalités
- Philip Breeden, membre du conseil d'administration de l'IAU et ancien conseiller du ministre pour les Affaires publiques, à l'ambassade des États-Unis à Paris[10],[11]
- Jean-Claude Eude, consul honoraire de la République de Lettonie à la Principauté de Monaco et membre du conseil d'administration[10]
- William Granara, auteur et chercheur en résidence [12]
- Aboubakr Jamaï, journaliste marocain et professeur de relations internationales à l'IAU[13]
- Carl Jubran, président de l'IAU [14]
- Jeane Kirkpatrick, ancienne membre du conseil d'administration et première femme ambassadeur des États-Unis aux Nations unies[15]
- Kurt Volker, ancien représentant permanent des États-Unis à l'OTAN[16]
- Greg Wyatt, membre du conseil d'administration et artiste[12]
- Mary Frances Pearson, ancienne partenaire de Ernst & Young et actuel président du conseil d'administration de l'IAU[17]
- Paul Schwartz, doyen de l'IAU à Aix-en-Provence, de 2006 à 2008.